# 静宁文庙
静宁文庙，位于中国甘肃省静宁县静宁县第一中学校内。
静宁文庙始建于明朝嘉靖二十一年（公元1543年），静宁一中建校后，静宁县将文庙建筑划拨给学校使用。此后，文庙曾长期作为静宁一中的教学和办公用房。2002年后，随着学校的扩建完成，文庙不再被用于日常用途。此后，文物部门和静宁一中对文庙进行了维护修缮。1993年，甘肃省公布静宁文庙为甘肃省级文物保护单位。2019年10月，国务院公布静宁文庙为第八批全国重点文物保护单位。
目前，静宁文庙占地面积近两万平方米，建筑面积约为1256.75平方米。建筑群整体布局坐北向南，承我国古代建筑之风格，顺中轴线自南向北依次为棂星门、戟门、大成殿，戟门以北为四合院。整个布局主次分明，结构严整，造型独特，气势宏伟，是明代代表性的建筑。